# Азовскит
Азовскит (в иноязычных источниках называемый  "сантабарбараит") — минерал, основной фосфат железа.

## Описание
Формула: Fe33+(PO4)2(OH)3·5H2O. Содержит (%): Fe2O3 — 57,22; Р2О5 — 16,96; Н2О — 25,82. Встречается в цельных массах, желваках, корках. Цвет коричневый, жёлтый, оранжевый. Плотность — 2,5-3 г/см3. Твердость — 4.

## Название
Вторичный в зоне окисления, образуется за счёт окисления вивианита. Был найден в месторождениях бурого железняка на Таманском полуострове, отсюда и русское название минерала. Иностранное название азовскита — сантабарбараит — произошло от местности Санта-Барбара в Тоскане, Италия.